# Регионализм (архитектура)
Регионали́зм — направление в мировой архитектуре, в котором архитекторы вдохновлялись идеями национальной исключительности и самобытности, обращением к местным особенностям и традициям, при этом сочетая их с современностью. Под влиянием регионализма в XX веке сложились самобытные национальные и региональные модернистские архитектурные школы.
Региональные архитектурные школы заявили о себе во второй половине XX века, наиболее ярко — в Бразилии, Японии и Мексике. В Европе самым ярким примером стала национальная школа архитекторов Финляндии.
Для архитекторов, обращавшихся к регионализму, характерно не воспроизведение архитектурных стилей прошлого, а использование местных традиций в контексте современной архитектуры.

## Термин
Возникновение термина «регионализм» (или реджионализм) связывают с именем английского теоретика архитектуры Кеннета Фрэмптона. Два наиболее показательных примера — это работы Йорна Утзона и проекты Алвара Аалто. Реджионализм Фремптон понимает как возможность использования национальных черт в универсальной интернациональной архитектуре. Это определение стало основополагающим в теории архитектуры.

## История регионализма

### 1940—1970-е годы
Регионализм зародился в начале XX века, как антитеза эклектике, модерну и ретроспективным национально-романтическим направлениям. Позже функционализм оказал влияние на формирование национальных архитектурных школ и нивелировал процесс регионализма, хотя в ряде работ лидеров модернизма сохранялись некоторые различия и оттенки, которые были во многом обусловлены местными традициями и условиями.
Если в период до Второй мировой войны в Западной Европе и Америке модернистская архитектура в количественном отношении уступала эклектичным и историзирующим сооружениям, то к 1950-м годам «современная архитектура» стала абсолютно преобладающей. При этом единство принципов модернизма было размыто и сменилось одновременным сосуществованием разнородных, подчас конфликтующих направлений, что шло в разрез с идеологией «единства Запада». Одним из проявлений стилистического плюрализма «современной архитектуры» стали её разнообразные варианты, отвечавшие специфике национальных культур.
В довоенный период развитие в разных странах местных вариантов интернационального стиля носило спонтанный характер, обусловленный специфическими факторами национальных культур. В послевоенное время регионализм стал целенаправленной задачей творческих программ, что было вызвано, в известной степени, реакцией на агрессивную пропаганду «универсальной» архитектуры в духе Мис ван дер Роэ, что воспринималось как проявление культурной экспансии США, как стремление американизировать облик стран, занявших прозападную позицию в биполярном мире. «Национальное» стало противопоставляться «американскому» и получало субъективно окрашенную, зачастую — романтическую трактовку.
Регионализм середины XX века не имел ничего общего с ксенофобией и шовинизмом 1930-х годов, с идеями архитектуры «крови и почвы». Он существовал как открытая система, предполагая включённость в широкое поле культурных влияний и не отказываясь от принципов модернизма. Интерес к национальному в этот период был ответом на искусственное распространение «уравнительства» под лозунгом универсальности.
Между мировыми войнами промышленной развитие и процесс урбанизации создали предпосылки для развития модернизма в южноамериканских и некоторых азиатских странах. Произведения, воспроизводившие признаки и клише «интернационального стиля», стали появляться в Южной Америке, Японии, Южной Африке и Австралии в 1930-е годы, но в то время даже не поднимался вопрос о том, «может ли быть архитектура, хорошая для Парижа и Франкфурта, так же хороша для Рио-де-Жанейро, Мехико или Киото». Ситуация кардинально изменилась после Второй мировой войны. Региональные школы Бразилии, Японии и Мексики пополнили список стран, предлагавших принципиально новые идеи в архитектуре. Это стало началом процесса, изменившего ход мирового развития архитектуры, переставшего быть «гонкой за немногими лидерами».
В Европе самым ярким примером регионализма стала национальная школа архитекторов Финляндии, к концу 1950-х годов вызвавшая широкий интерес и ставшая центром генерации идей, распространявшихся во всём мире.
Регионализм в архитектуре стал утрачивать позиции в конце 1960-х годов. В Мексике это было вызвано рядом причин политического и экономического порядка: отсутствием государственного заказа; приверженностью буржуазии к «западной архитектуре»; скудностью бюджетов в массовом строительстве. Обращение к мексиканским национальным традициям стали рассматривать как культурный провинциализм.

### С 1980-х годов: новый регионализм

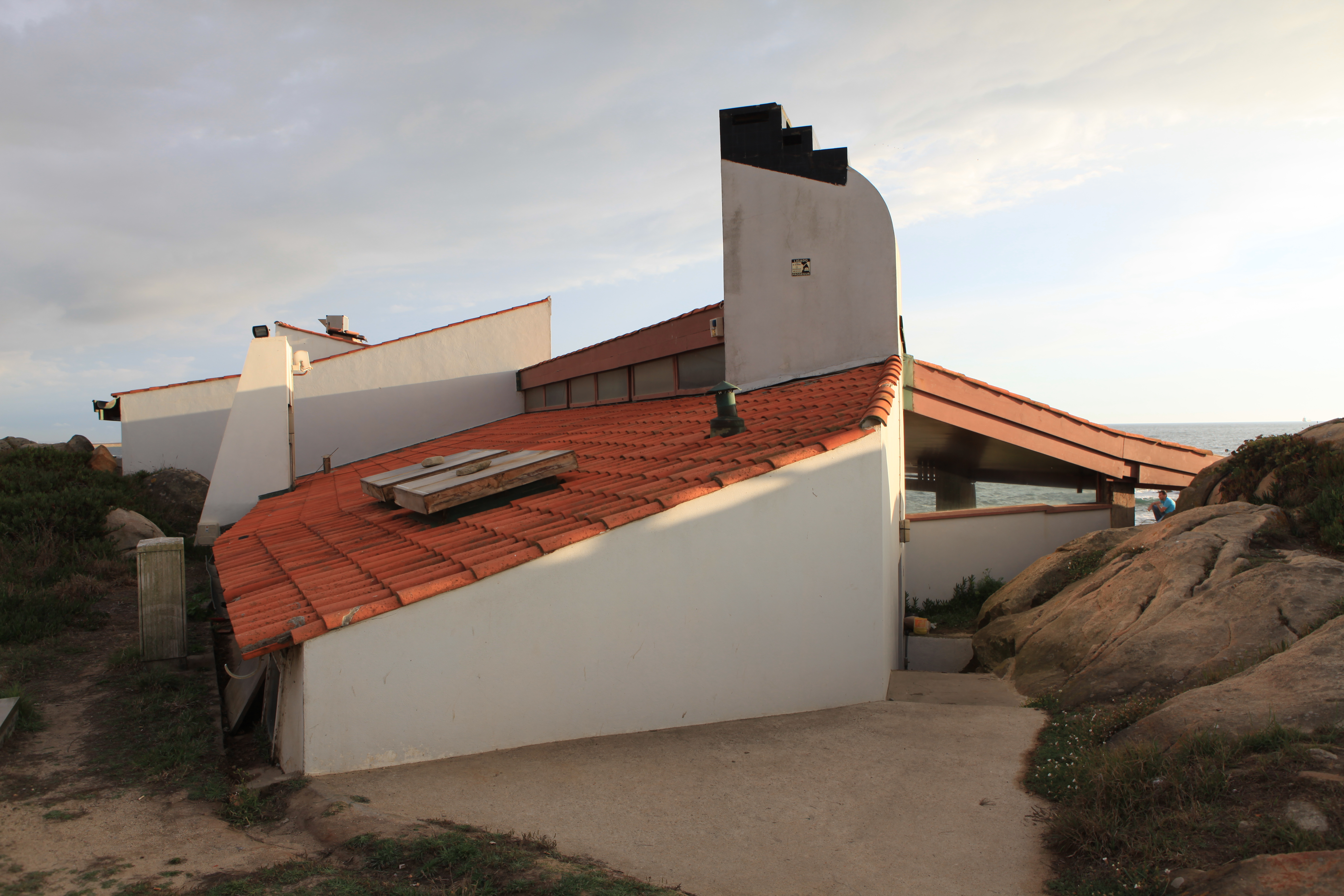
Здание ресторана «Casa de Chá da Boa Nova» в Порту архитектора-минималиста Алвару Сиза Виейры. Португальский памятник национального значения

Новый толчок к развитию регионализма в конце XX века дал постмодернизм 1970-х годов. В 1980-е годы призывы к созданию региональной архитектуры становились всё более популярными. Регионализм продолжил существование и на рубеже XX—XXI века, наряду с новейшими, авангардными направлениями в архитектуре. Многие известные архитекторы современности (например, Кисё Курокава) призывали к индивидуализму, пониманию «этнических ценностных стандартов во всех регионах мира, открытию новых ценностей, считая что это будет способствовать „истинной культурной интернациональности“».
Регионализм в архитектуре перешёл и в XXI столетие, получив название новый регионализм или неорегионализм. Новый регионализм развивается в разных странах мира, регионах и даже отдельных городах. Продолжение развития направления, по мнению доктора архитектуры Шукура Аскарова, связано с надеждами с помощью неорегионализма формально обогатить и возродить самобытность современной архитектуры.
Во многих странах в рамках постпостмодернизма, даже в таком стиле как минимализм (например, в работах португальского архитектора Алвару Сиза Виейры), прослеживались трансформации традиционных образов.

## Региональные школы

### Бразилия
Одним из наиболее ярких образцов явления стала бразильская школа, в которой регионализм сочетался с функционализмом. Несмотря на то, что модернистская архитектура, как и стили прошлого, пришли в Бразилию из Европы, в стране стал складываться специфический образный язык архитектуры, связанный с народными традициями и отвечающий темпераменту бразильцев. Среди местных архитекторов выделялось творчество Афонсу Эдадуарду Рейди и Оскара Нимейера, в котором они обращались к пластичным решениям, криволинейным формам и скульптурности объёмов.
Архитекторы учитывали в своей работе местные климатические условия, рельеф, обычаи, материалы. Влажный и жаркий климат Бразилии порождал необходимость сквозного проветривания (народные деревянные жилища в стране всегда приподнимались над землёй), поэтому зодчие легко соединили данную традицию с принципами творчества Ле Корбюзье (функционализм). Не менее важными были солнцезащитные устройства, разработке которых архитекторы уделяли большое внимание и которые зачастую определяли облик зданий (солнцезащитные решётки стали средством орнаментики, придавая зданиям индивидуальность).
Важной составляющей бразильского регионализма была концепция взаимодействия внутреннего и наружного пространства, связи с природным окружением. Бразильские архитекторы использовали самые разнообразные приёмы: необработанные бетонные поверхности фасадов, гладкое стекло, шероховатую штукатурку, блестящие металлы, естественный камень, дерево и глазурованную плитку — популярный местный отделочный материал. Для школы была характерна связь архитектуры с монументальной живописью и садово-парковым искусством. В архитектурные композиции зачастую включались живописные панно, исполненные бразильскими художниками.
Характерными примерами бразильского регионализма выступали: спортивно-увеселительный комплекс в Пампулье (1942—1944, арх. Нимейер), Кафедральный собор в Бразилиа (1960—1970, арх. Нимейер, Жоаким Кардозу), дворец Рассвета (1960, арх. Нимейер), дворец Национального конгресса Бразилии (1958—1960, арх. Нимейер), дворец Правосудия (1970, арх. Нимейер).

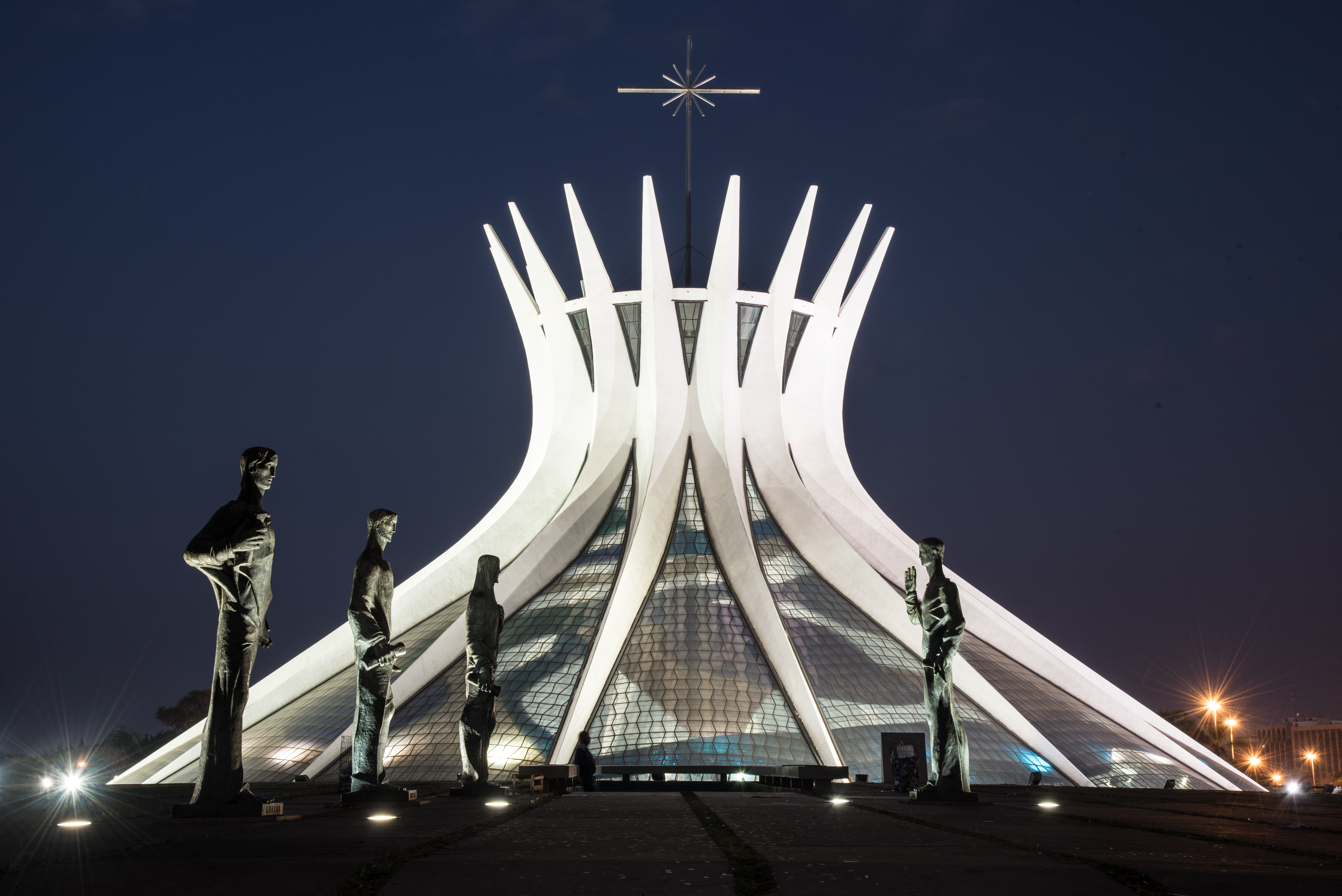
Кафедральный собор в Бразилиа (1960—1970)
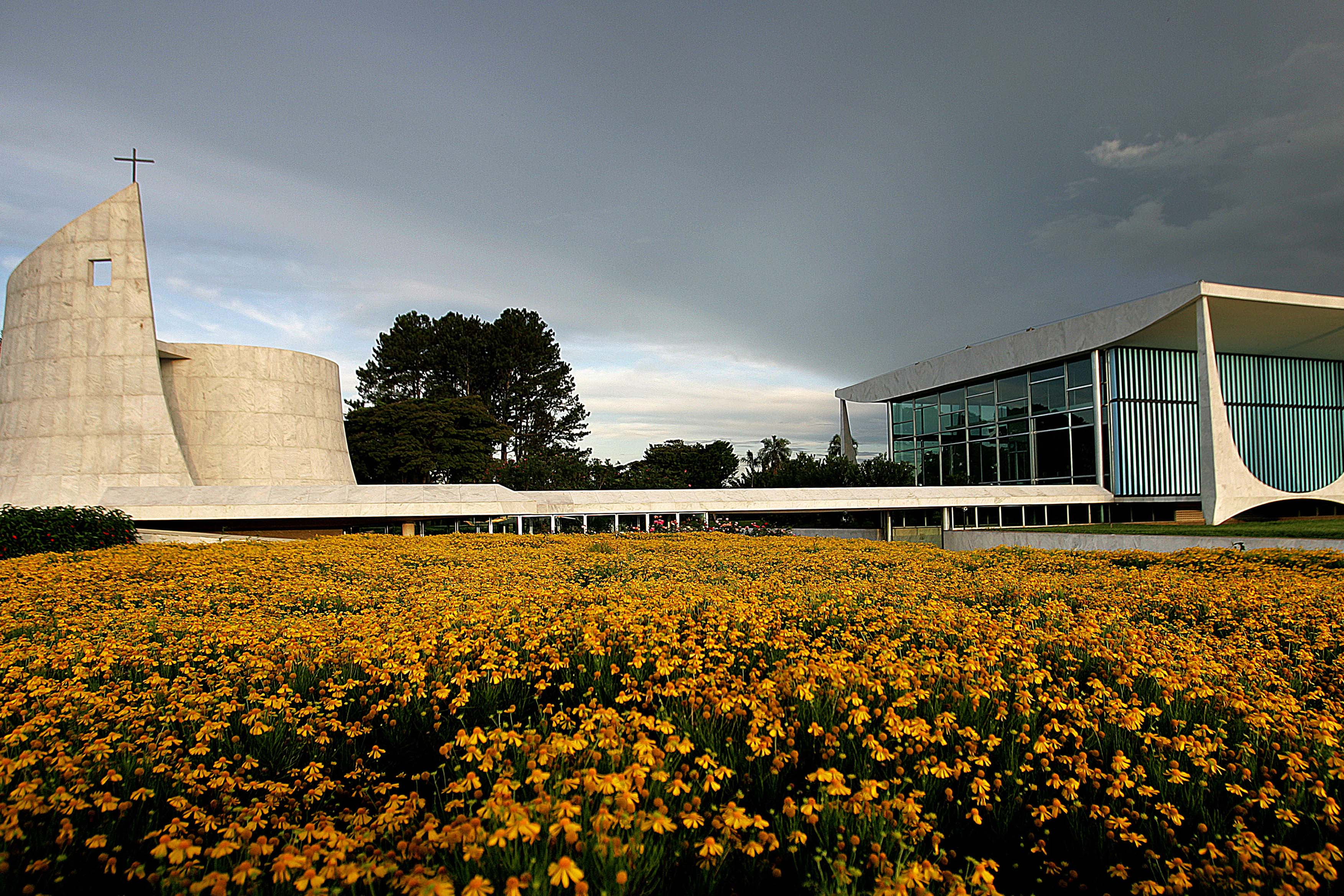
Дворец Рассвета (1960)
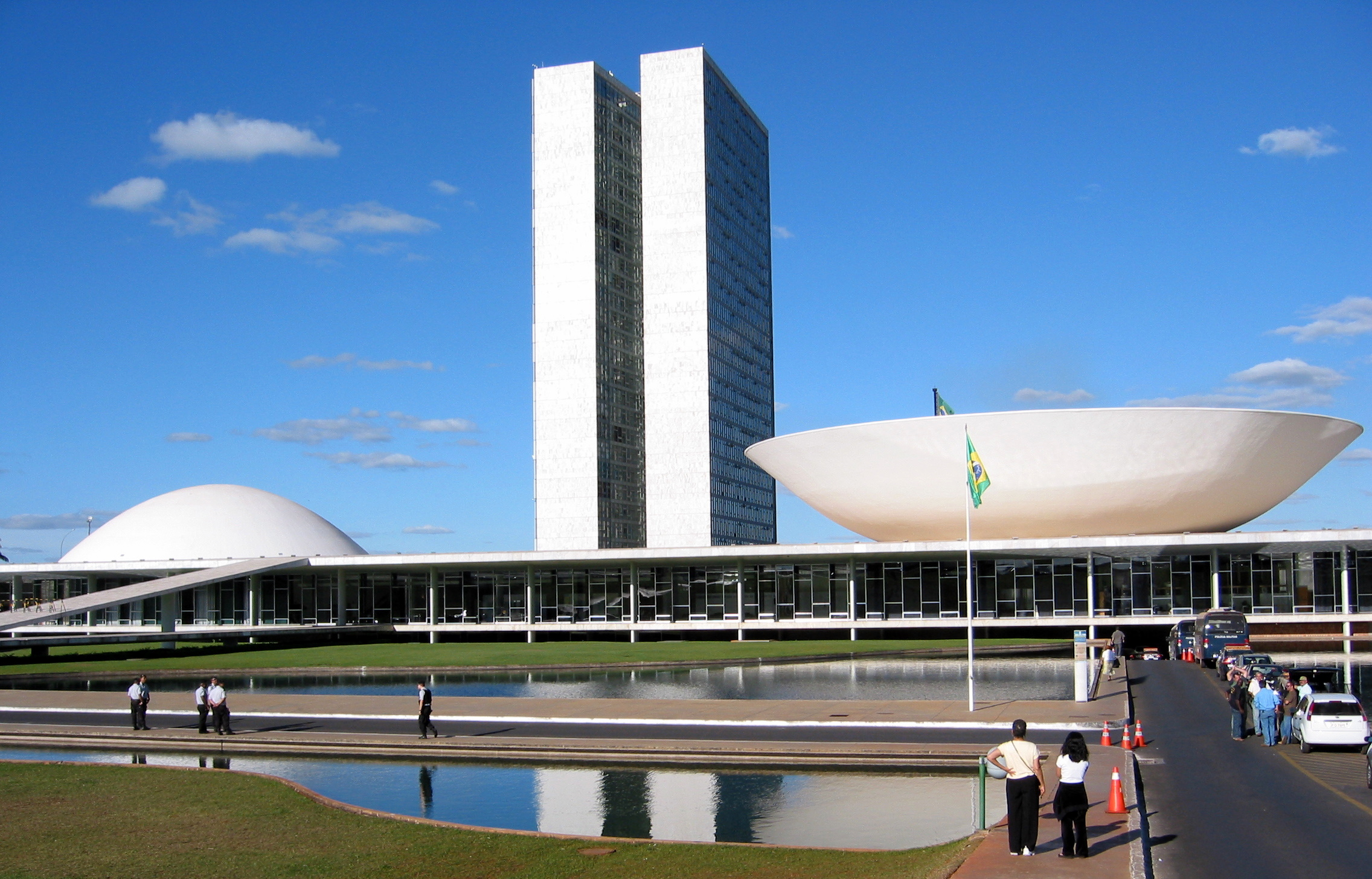
Дворец Национального конгресса Бразилии (1958—1960)
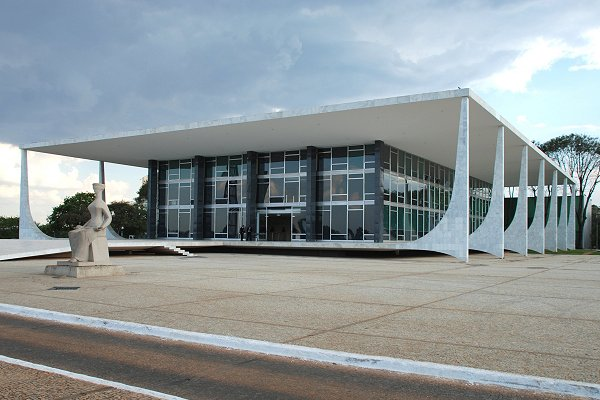
Дворец Правосудия (1970)

### Мексика
Для мексиканской архитектуры также было характерно сочетание модернизма с местными художественными традициями. Большое влияние на местный регионализм оказала художественная культура майя, ацтеков и других народов, населявших страну. Если в колониальный период мексиканская архитектура испытывала влияние испанского барокко и стиля платереско, то влияние функционализма привело к доминированию геометрических форм. При этом мексиканские зодчие выступали противниками безнациональности интернационального движения, пытались придать современным зданиям региональное своеобразие.

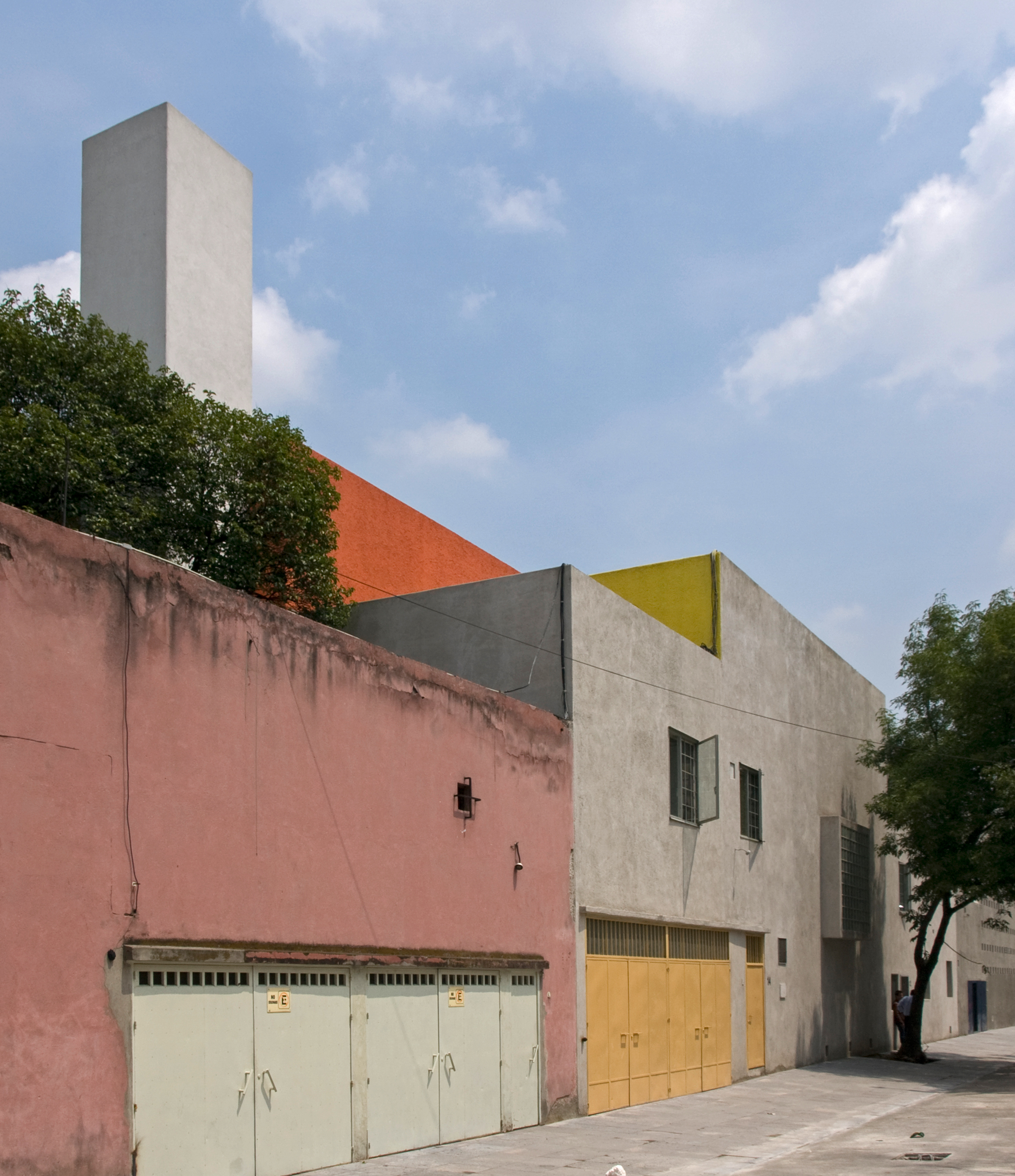
Дом-студия Луиса Баррагана. Памятник Всемирного наследия

Истоки мексиканского архитектурного регионализма находились в социально-политической области. В общественном сознании мексиканцев в тот период доминировало представление о том, что монархия, навязанная стране колониальными империями, угнетала народы Мексики. Негативное восприятие распространилось и на архитектуру и искусство колониального периода. В противовес времени угнетения предлагалась доколониальная история, воспринимавшаяся как период подлинной народной свободы, торжества национальной идентичности. Тенденция была поддержана левыми идеями и распространилась среди мексиканской интеллигенции, желавшей процветания для своего народа, а позже увлечённость идеями «народного возрождения» охватила художественную и архитектурную среду.
Основными чертами, заимствованными регионалистами из традиций Мексики, стали: гипертрофированный масштаб (элементов зданий и фасадов), интенсивность цвета (по аналогии с сохранившимися интерьерами древних сооружений), активная пластика фасадов (обилие декоративных элементов), стремление к применению простых геометрических форм, настенная (фресковая) роспись.
Основные принципы регионального направления в мексиканском модернизме сформулировал архитектор Луис Барраган, лауреат Прицкеровской премии. В своей ранней деятельности зодчий использовал мавританский стиль, но с 1930-х годов, с переездом из Гвадалахары в Мехико, открыл для себя интернациональный стиль, в котором успешно работал до 1940-х годов. В этот период архитектор постепенно уходит от принципов модернизма: вместо скупого бесцветного фасада привносит в архитектуру интенсивный цвет; бетон заменяет на традиционные для региона материалы — кирпич и деревянные кровли; меняет эстетику световых приёмов (впервые эти новшества он применил в перестройке собственного дома). В последующем Барраган развил свой метод. Характерными чертами его стиля стали: геометрические планировки, трансформация пространства в плоские колористические композиции, использование традиционных элементов мексиканского жилища и ландшафта, простые формы. Яркими работами архитектора стали: дом Прито Лопеза (1950), дом Галвеза (1955), церковь в Тлальпане (1960), ранчо Сан-Кристобаль (1968), дом Жилярди (1975), скульптурная композиция Маяк Торговли (1984).
Разработанный Барраганом стиль плоскостной минимализм получил дальнейшее развитие в работах молодых архитекторов Хуана Сондро Мадалены и Рикардо Легорреты. Известные архитекторы Тадао Андо и Алвару Сиза отмечали, что работы Баррагана оказали влияние на их понимание возможностей архитектуры.
Яркими примерами развития мексиканского регионализма являлись: комплекс университета в Мехико (1940—1950-е годы, арх. Марио Пани, Э. дель Моралес, худ. Диего Ривера, Хосе Сикейрос и др.), книгохранилище библиотеки университета в Мехико (арх. Хуан О’Горман), здание медицинского факультета (арх. А. Эспиноза, П. Васкес), театр «Инсурхентес» (1962, арх. А. Прието), Олимпийский стадион в Мехико (1962, арх. Антонио Паласиос, худ. Ривера).

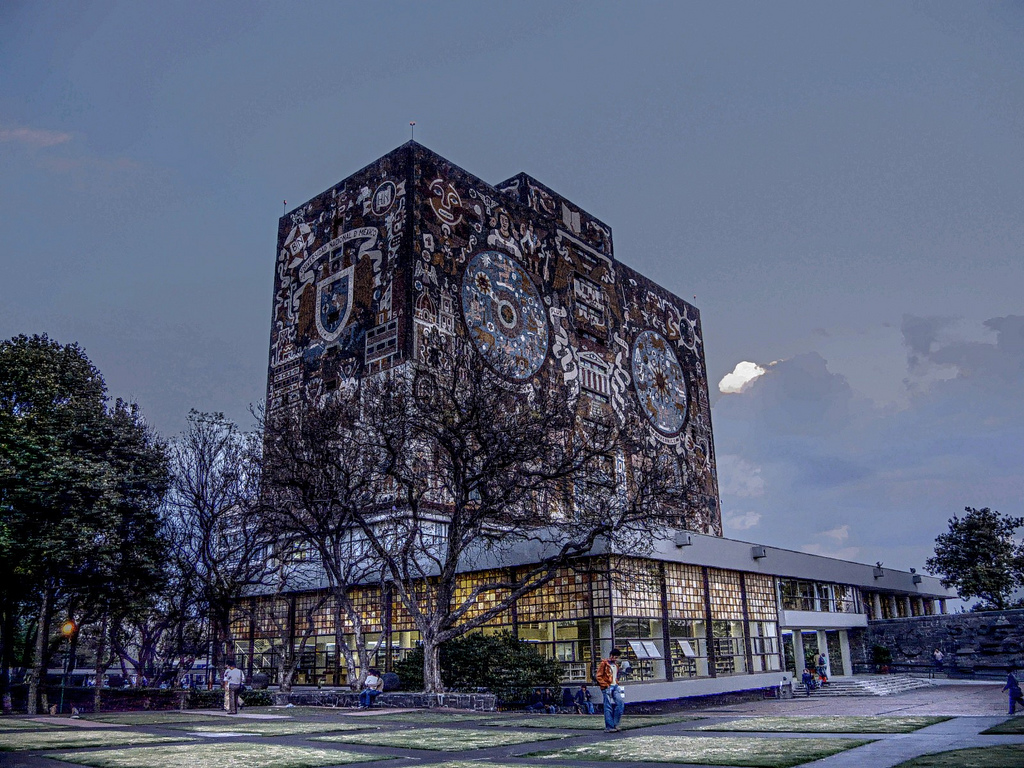
Книгохранилище библиотеки университета в Мехико
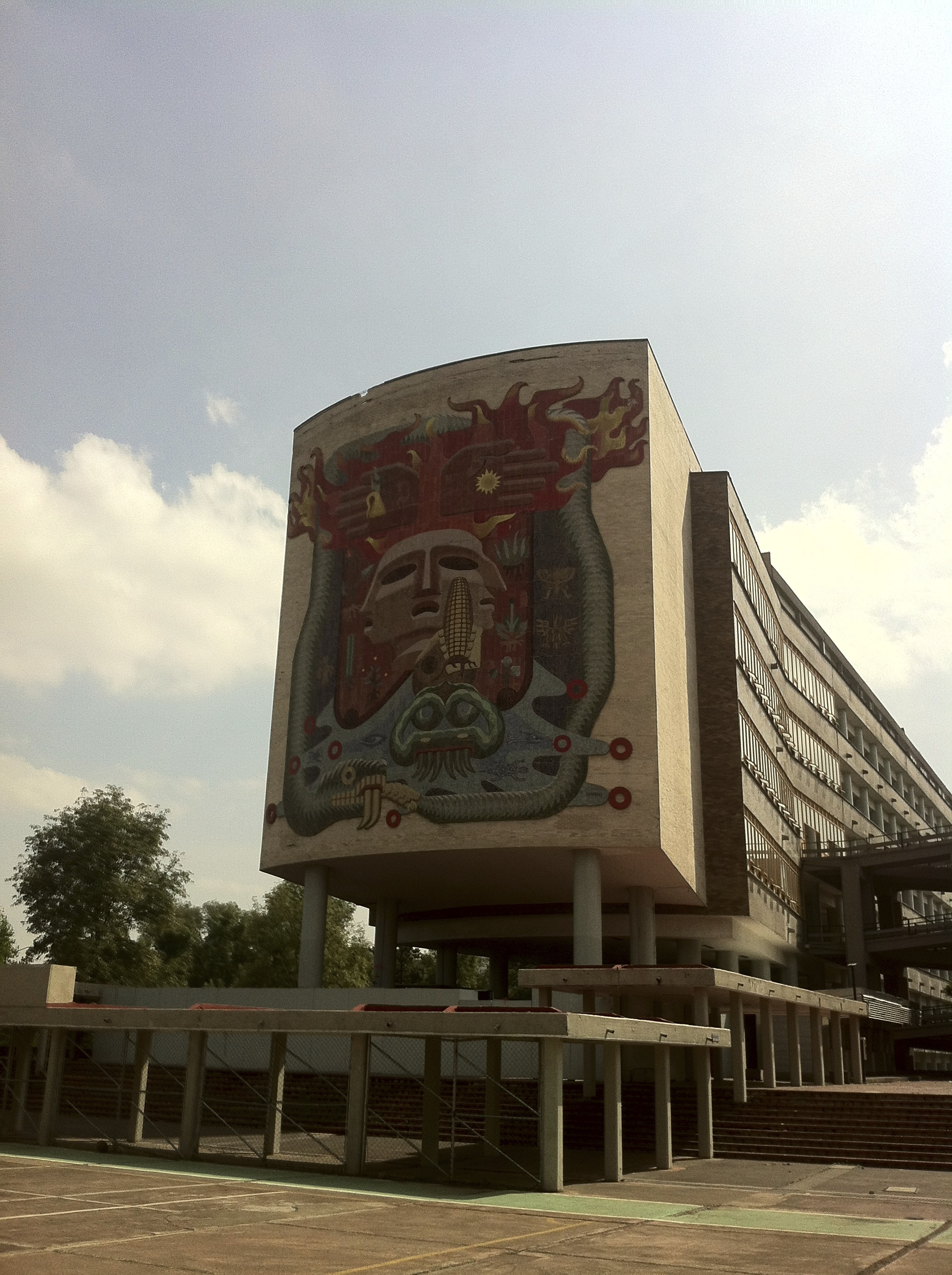
Здание медицинского факультета университета в Мехико
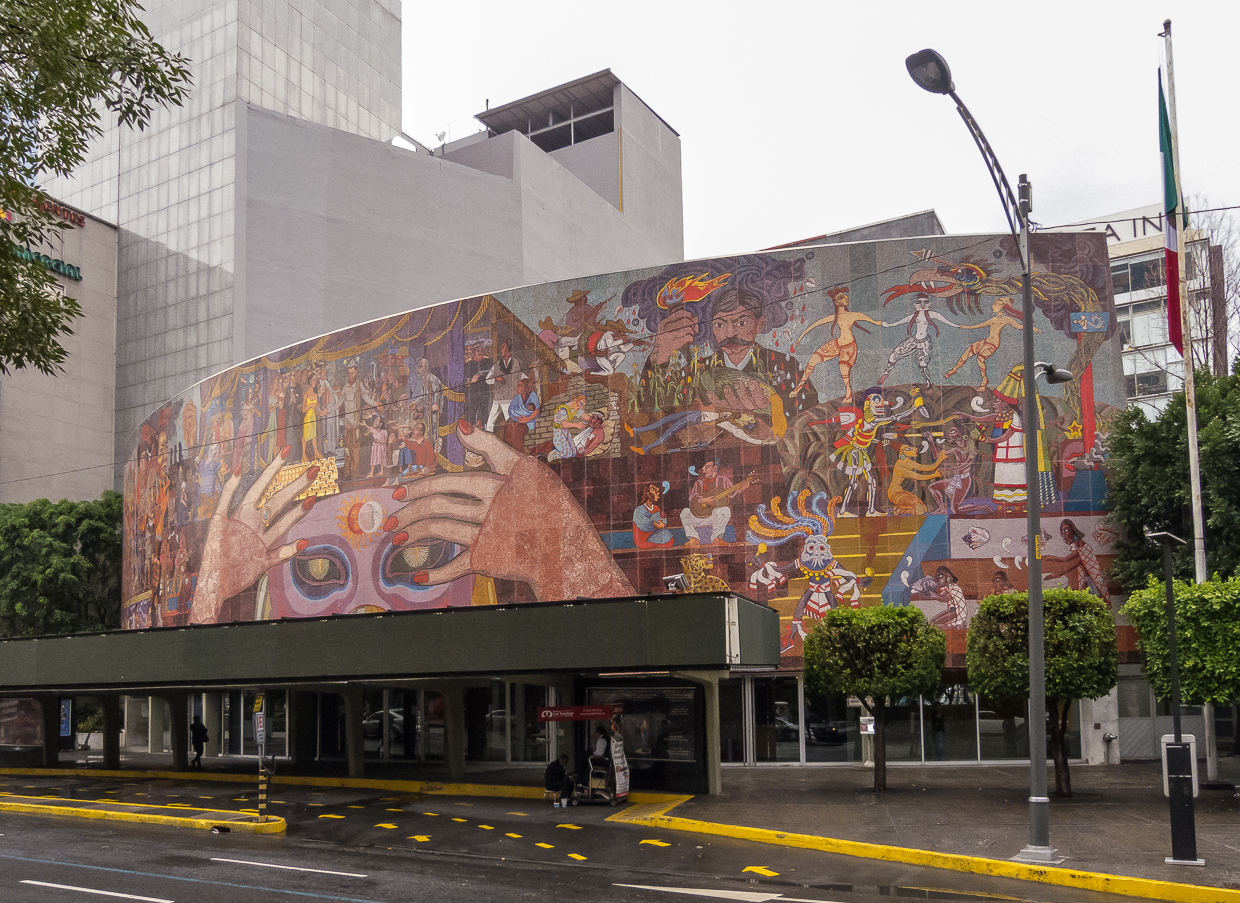
Театр «Инсурхентес» (1962)
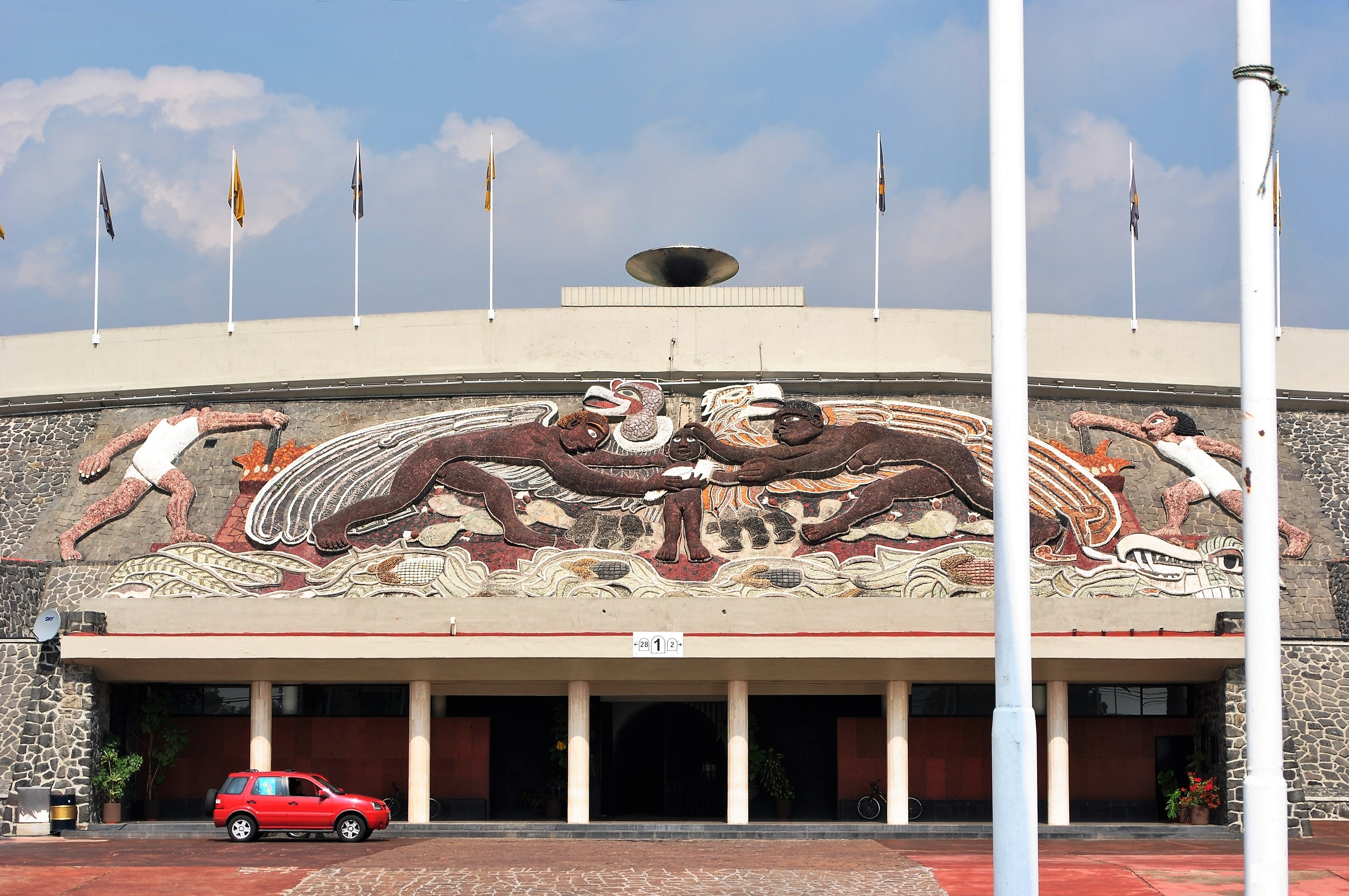
Олимпийский стадион в Мехико (1962)

### СССР и Россия
В Советском Союзе первая волна регионализма и развития национальных школ пришлась на 1970-е годы, когда в союзных республиках появились постройки, отражавшие синтез национального и интернационального в архитектуре. Способствовало процессу изменение в конце 1960-х годов политики СССР в архитектурно-строительном деле. В партийно-правительственных постановлениях были подвергнуты критике «монотонность и однообразие застройки». Архитекторы достаточно быстро отреагировали на «замечания» партийных руководителей, возникли идеи «возродить на новых основах специфические черты архитектуры городов» и «найти современные средства выражения национального характера архитектуры народов России». Решением этих задач советская архитектура в целом занималась в 1970—1980-е годы. В этот же период произошёл всплеск интереса к национальному в архитектуроведческой литературе. В традициях русского зодчества возводят туристический комплекс в Суздале (1970), здание Дворца бракосочетаний на площади Революции в Белгороде (1980) и другие здания. Параллельно возник интерес к архитектуре народов и народностей СССР.
Характерными примерами регионализма в архитектуре СССР стали: Дворец им. В. И. Ленина в Алма-Ате (1970, арх. Николай Рипинский и др.), Дворец молодёжи в Ереване (1979, арх. Спартак Хачикян, Артур Тарханян, Грачья Погосян и др.), Музей В. И. Ленина в Ташкенте (1970, арх. Евгений Розанов, Всеволод Шестопалов), Музыкальный театр в Кызыле (1979), Дом Советов в Махачкале (1981). В РСФСР подобные поиски получили реализацию в здании драматического театра во Владимире (1973, арх. Георгий Голышков, Илья Былинкин) и здании Московского института электронной техники в Зеленограде (1971, арх. Феликс Новиков, Григорий Саевич).
Вторая волна регионализма пришлась на 1990-е годы, уже в рамках постмодернисткой архитектуры России. В эти годы ярко заявили о себе московская, нижегородская, самарская и иные региональные школы. Творческие поиски данного периода были окрашены историзмом, с целью включения новых зданий в эклектичный контекст исторической застройки древних городов. Среди наиболее заметных сооружений — здание банка «Гарантия» и административное здание на улице Фрунзе в Нижнем Новгороде (1996, арх. А. Харитонов, Е. Пестов и другие).

Дворец им. В. И. Ленина в Алма-Ате (1970)
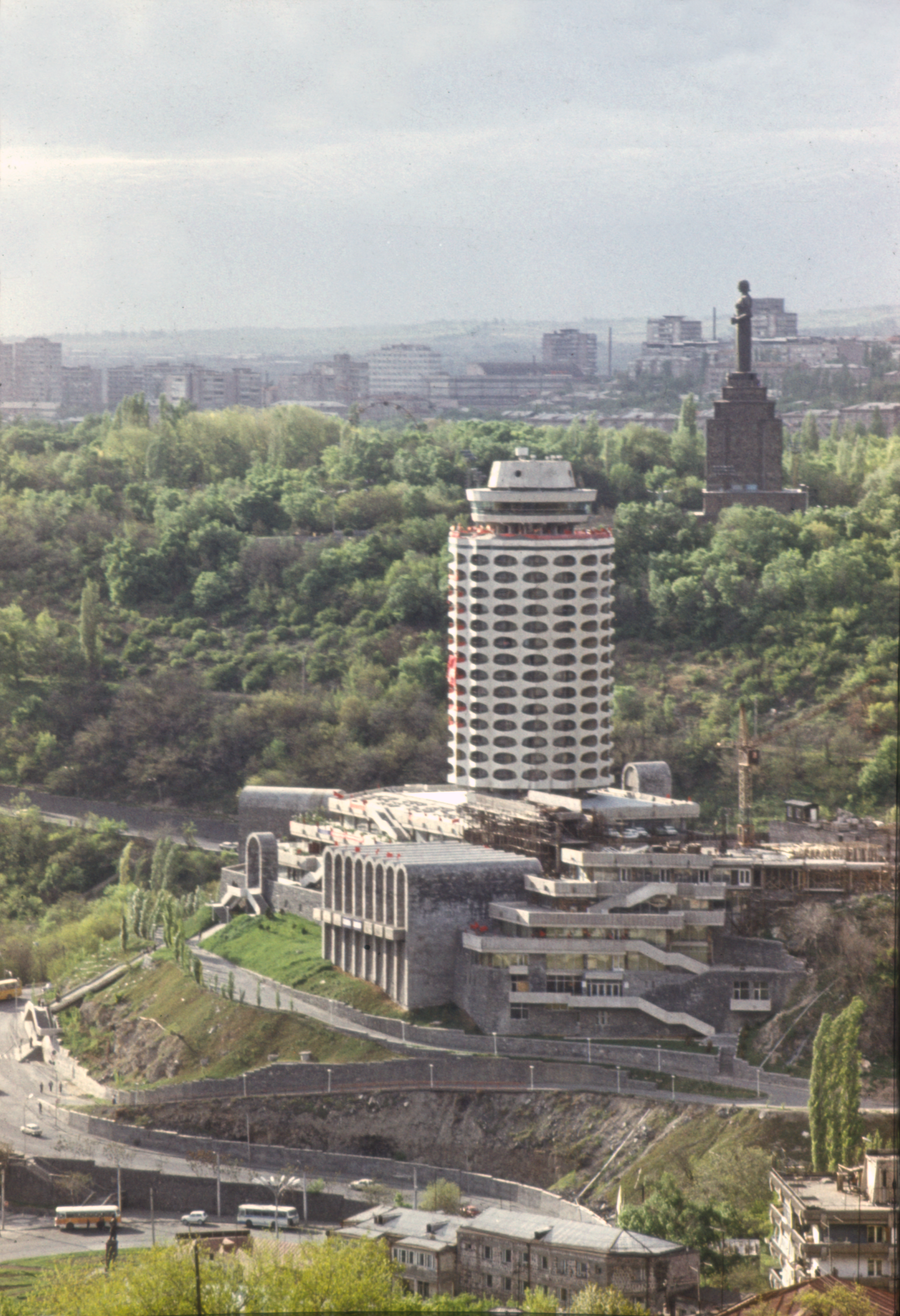
Дворец молодёжи в Ереване (1979)
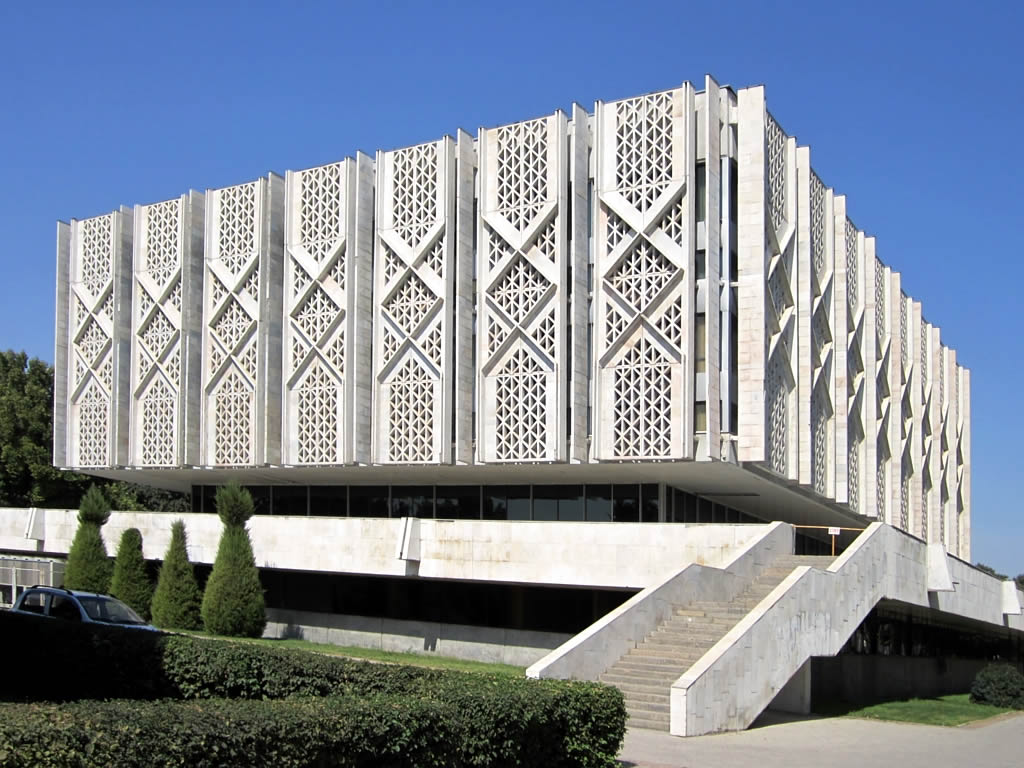
Музей В. И. Ленина в Ташкенте (1970)
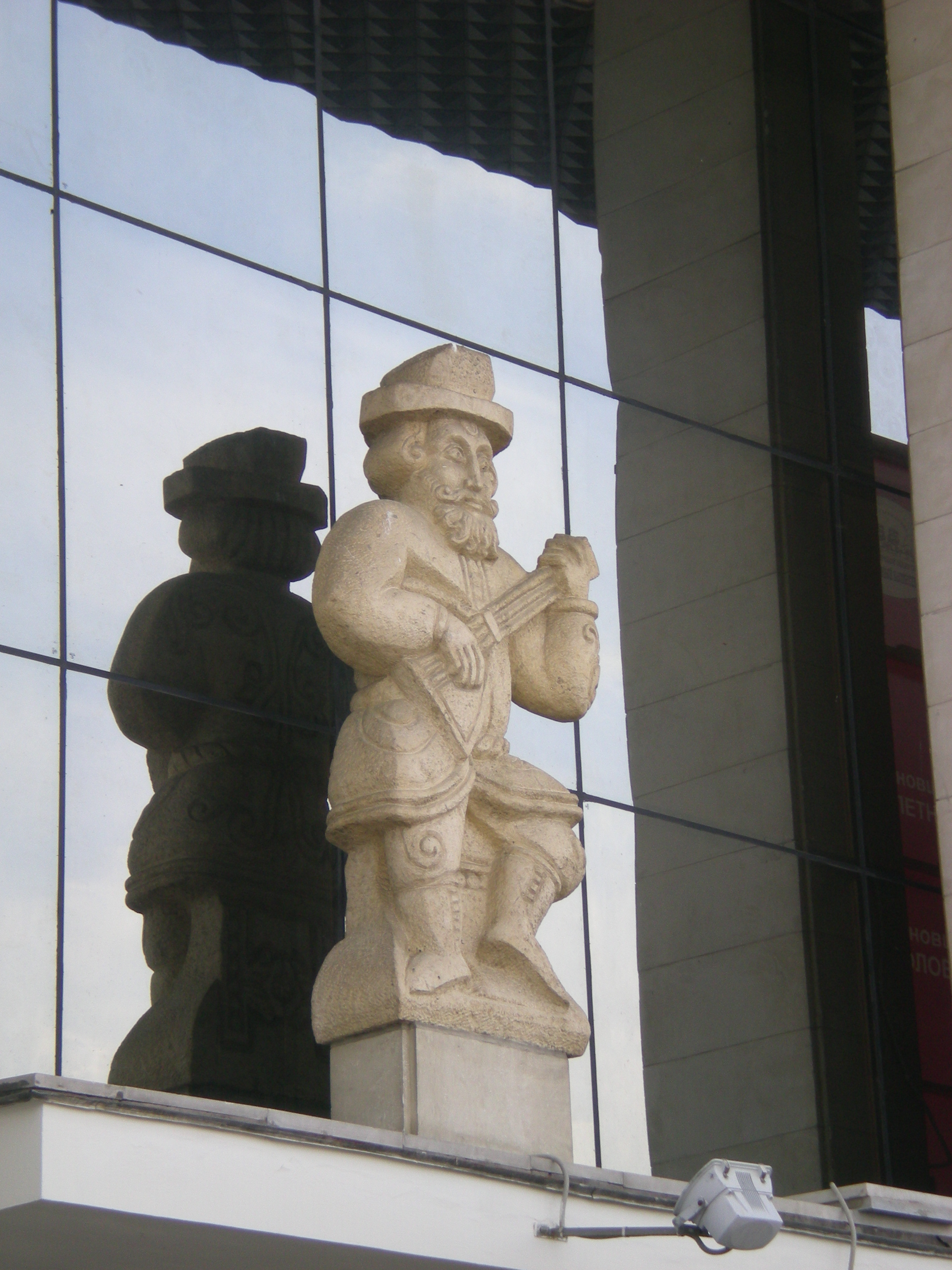
Скульптура на здании театра драмы во Владимире
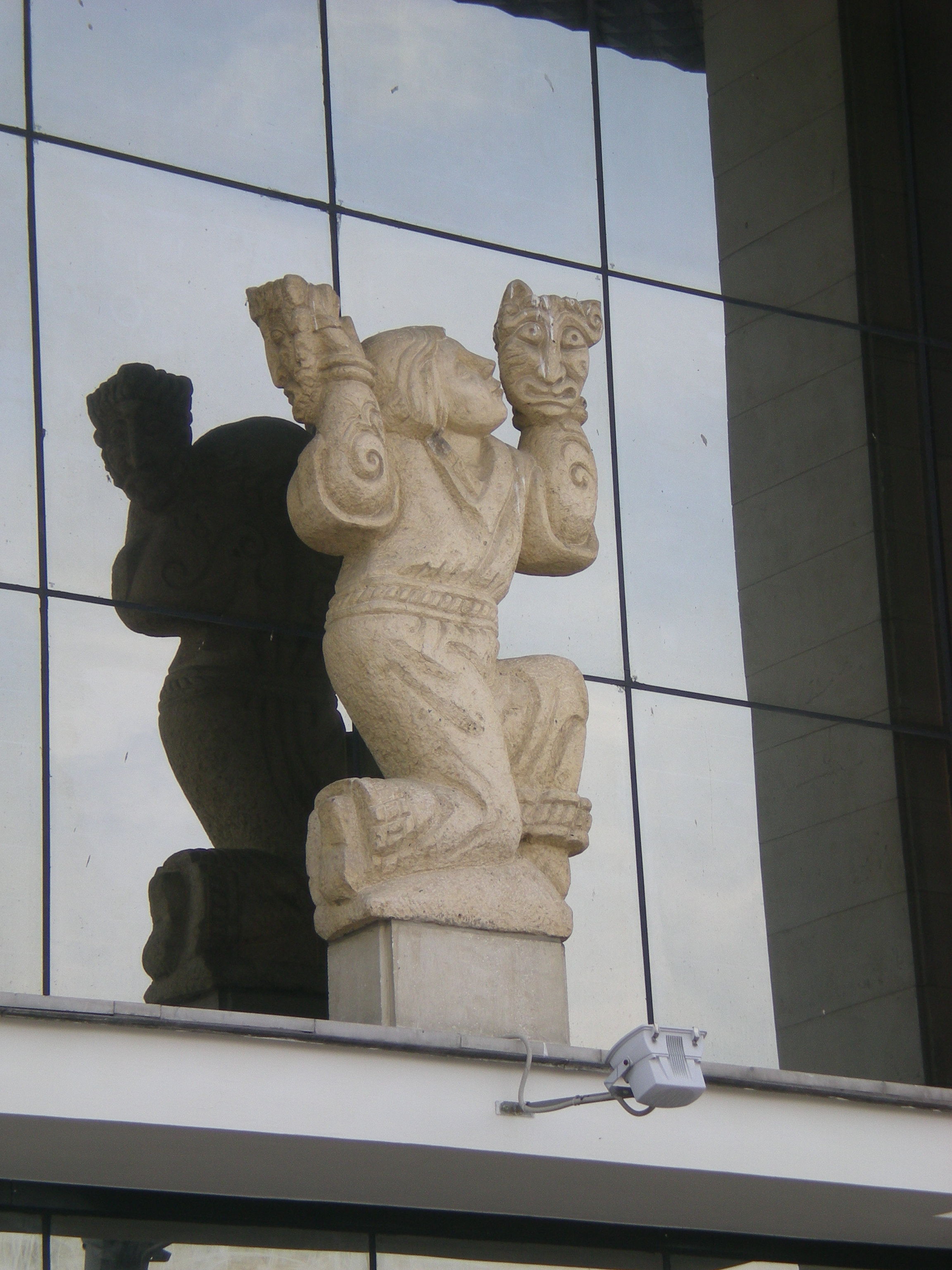
Скульптура на здании театра драмы во Владимире

### Финляндия
Финская национальная школа архитекторов стала самым ярким примером регионализма в Европе. К концу 1950-х годов она вызвала интерес во всём мире и стала центром генерации идей, получавших международное распространение. Популярность финской школы была вызвана тем, что она не основывалась ни на каких признаках этнографического (средневековое зодчество страны было деревянным крестьянским, а городская архитектура шведов-завоевателей не стала выражением «духа нации»). Финский национальный романтизм изначально базировался на литературных ассоциациях и аллегориях, но в 1950-е годы архитекторы нашли возможность отразить местный менталитет, специфику природы и культуры средствами современной рациональной архитектуры. Рационализм в Финляндии получил ярко выраженную символико-поэтическую окраску.
Признанным лидером движения стал архитектор Алвар Аалто, умевший поэтизировать рациональное. В его концепции центральное место занимал поэтизированный образ отношений человек и финской природы. Зодчий неизменно использовал местные строительные материалы и технологии строительства, активно использовал насыщенные цвета красного гранита, красного кирпича и меди, естественную текстуру дерева. В противовес поэтической архитектуре Аалто, в национальной финской школе возник и последовательный рационалистический фланг, который возглавил Вильо Ревелл. Однако между ними существовал целый спектр ярких архитекторов: Аулис Бломстед, супруги Кайя и Хейкки Сирен, Аарне Эрви. Благодаря их деятельности пятидесятые годы стали временем высшего расцвета архитектуры Финляндии.
Характерными примерами символико-поэтической финской школы стали: здание центра рабочего посёлка Сяйнатсало (1951—1953, арх. Аалто), здание Управления пенсионного обеспечения в Хельсинки (1952—1956, арх. Аалто), Дом культуры рабочих в Хельсинки (1955—1958, арх. Аалто), «Железный дом» в Хельсинки (1952—1955, арх. Аалто), комплекс университета в Йювяскюле (1952—1957, арх. Аалто), Политехнический институт в Хельсинки (1958—1965, арх. Аалто), церковь Трёх Крестов в городе Иматра (1957—1959, арх. Аалто), группа студенческих общежитий в Отаниеми (1951, арх. Кайя и Хейкки Сирен).

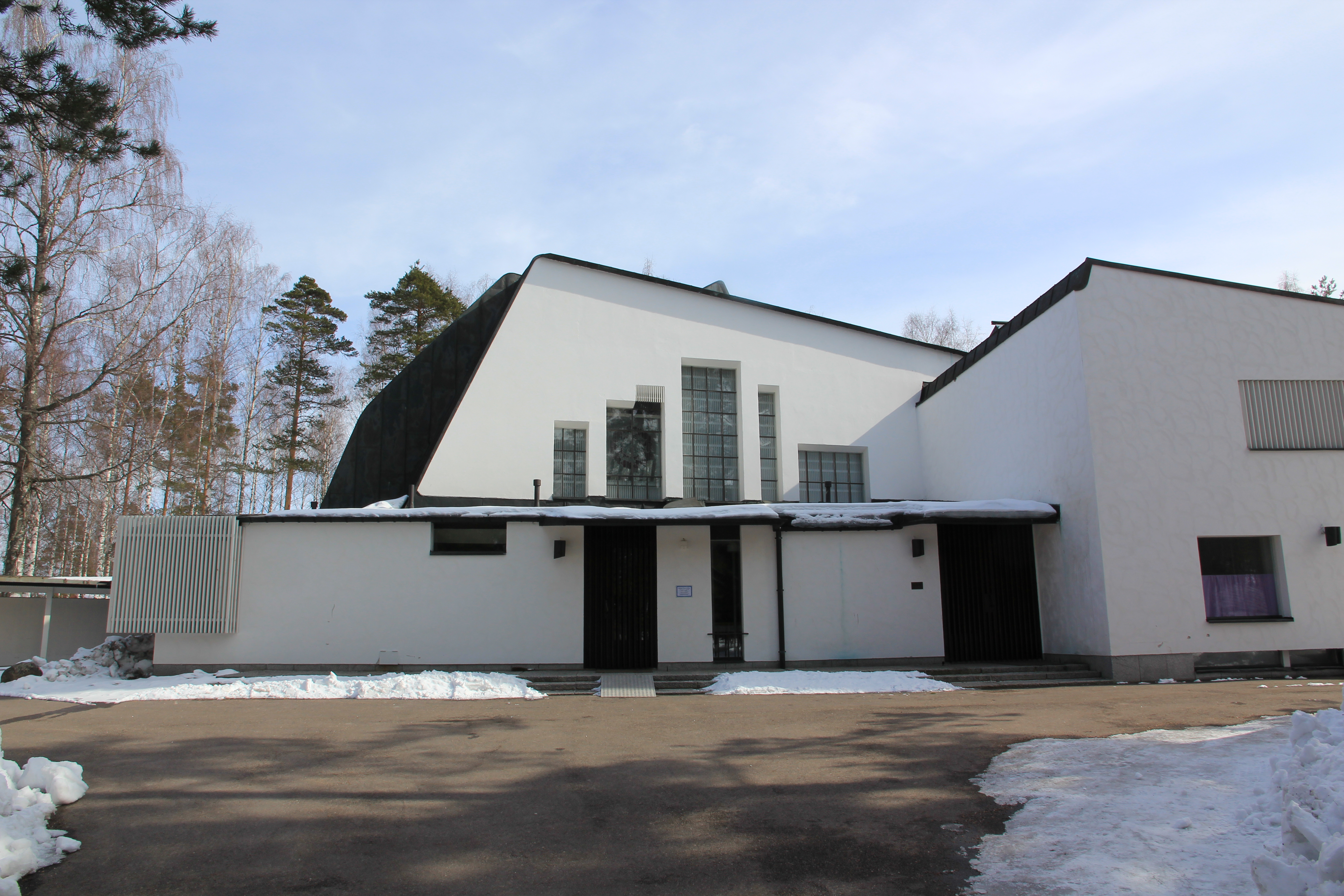
Церковь в городе Иматра (1957—1959)
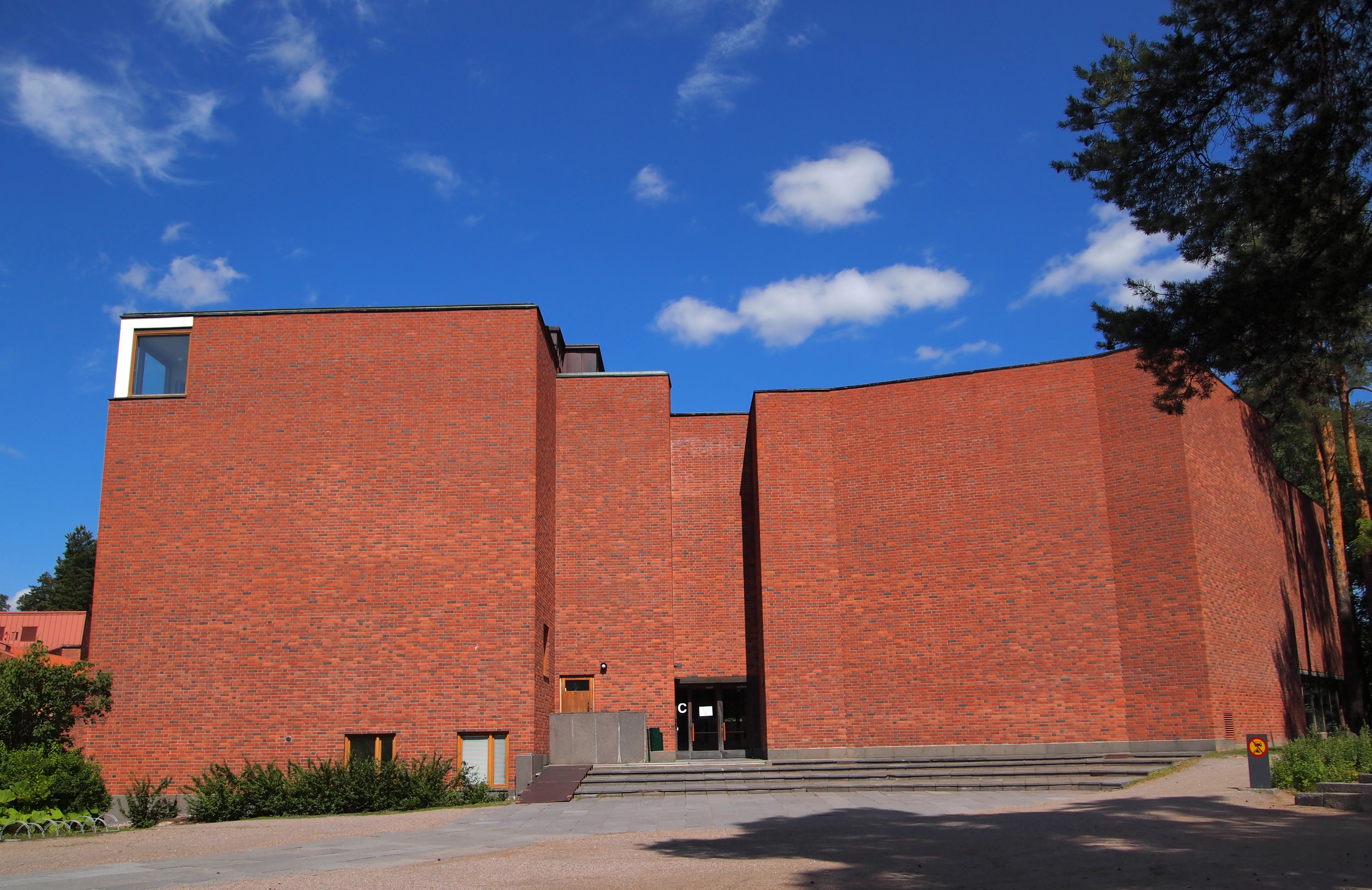
Комплекс университета в Йювяскюле (1952—1957)
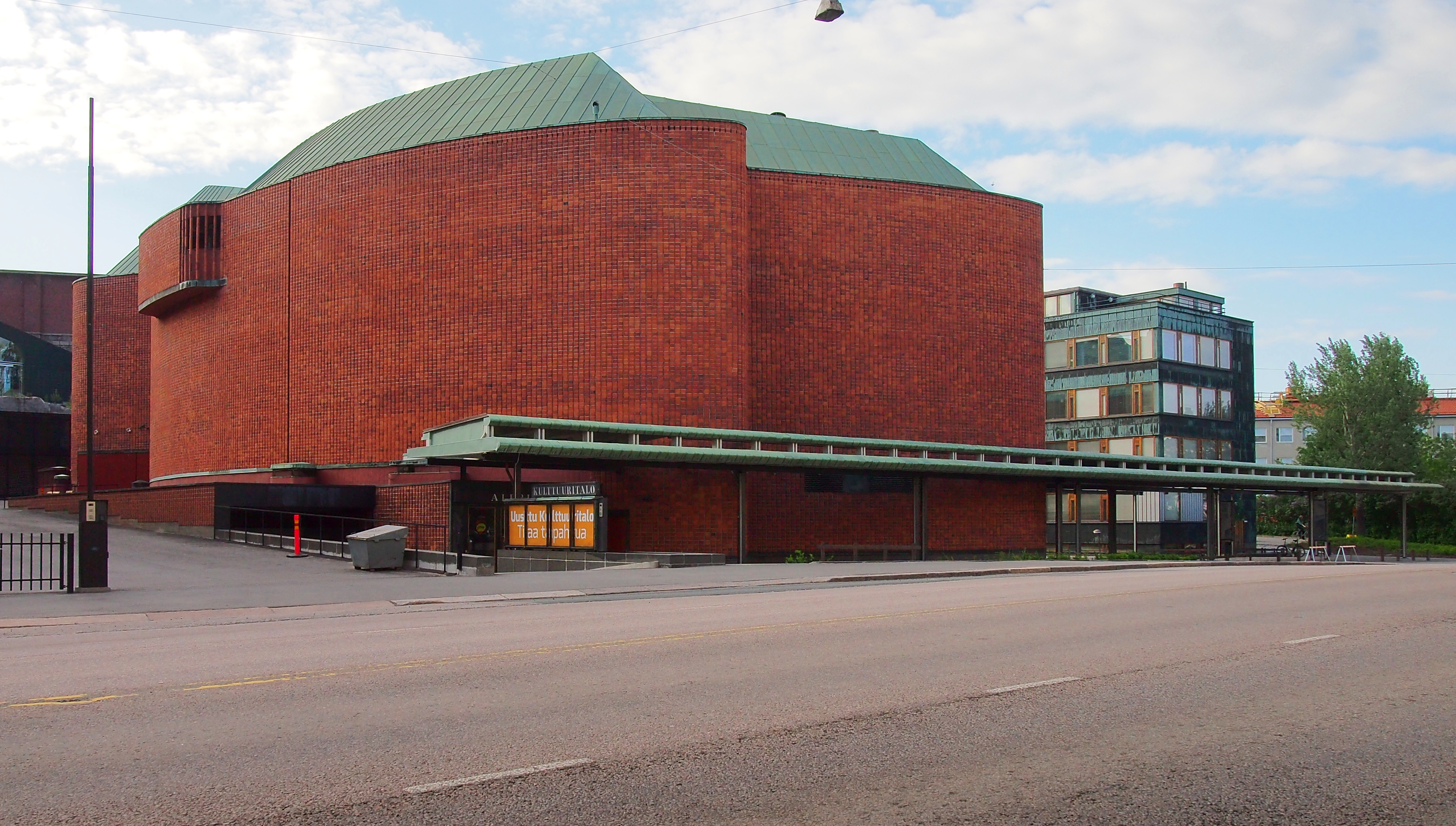
Дом культуры рабочих в Хельсинки (1955—1958)
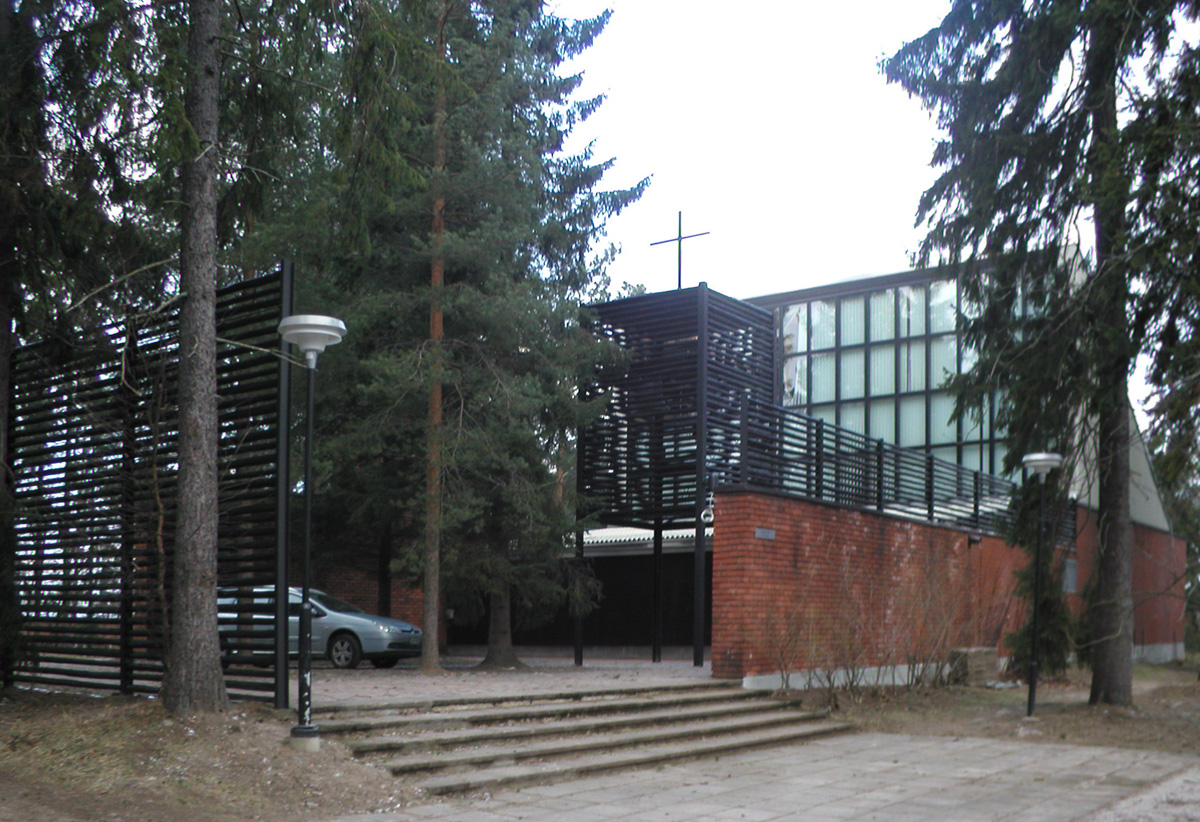
Церковь в Отаниеми (1957)

### Швеция
Регионализм в архитектуре Швеции основывался в первую очередь на качестве формируемой среды, а не отдельных объектов. Шведский регионализм воплощался в комплексных объектах — системном развитии городов, их среде. Такая постановка вопроса стала следствием проблем развития городов и жилищного строительства и являлась частью «шведской модели социализма» — политики правительства социал-демократов. Решающее влияние на шведскую модель оказала идея книги Льюиса Мамфорда «Культура городов» (1943) — использование систем обслуживания населения для структурирования городских массивов, разделённых на «соседства». Предполагалось, что в «соседствах» восстановится уклад старых поселений с обязательностью традиционных схем поведения.
Идеи «соседств» привели к разграничению внутреннего пространства вновь возводимых кварталов. Наиболее ярко это проявилось в работах Свена Бакстрёма и Лейфа Рейниуса: квартал Грёндаль в Стокгольме (1944—1946), квартал Роста в Эребру (1947); П. Эксхолма и С. Уайта: микрорайон Барунбакарна в Эребру (1952—1957); Х. К. Клемминга: квартал Фюрфергспенненан в Веллингбю (1951—1953); С. Бролида и Я. Валиндера: район Кортедала в Гётеборге (1952—1956). Живописные композиции «соседств», связанные с своеобразным природным окружением Швеции, дополнялись атрибутами региональной специфики — небольшими почти квадратными окнами на обширном поле стен, скатными кровлями, интенсивной окраской бетона и штукатурки. Популярность данного направления угасла к 1960-м годам, когда вновь усилилось влияние международного модернизма.
На почве шведского регионализма сформировалась творческая концепция шотландца Ральфа Эрскина. Воспитанный на идеях квакеров и фабианского умеренного социализма, он видел в Швеции страну, где осуществлялись близкие его идеалам преобразования, и переехал туда в 1939 году. Основой творчества архитектора стало убеждение, что «здание должно быть подчинено климату и людям, которые его населяют и используют». Эрскин развивал идеи соотнесения архитектуры и природных условий, начатые в шведском регионализме, на задачах, связанных с экстремальными условиями Арктики и субарктических зон Швеции. Первым его подобным опытом стало проектирование лыжного отеля Боргафьёлл в Южной Лапландии (1948—1950). Позже зодчий развивал свои идеи в таких проектах и постройках, как Торговый центр приполярного города Лулео (1954—1956), проект идеального арктического города (1958), проект посёлка при руднике Сваппавара. Результаты этих экспериментов Эрсин позже использовал для построек вне экстремальных климатических зон.

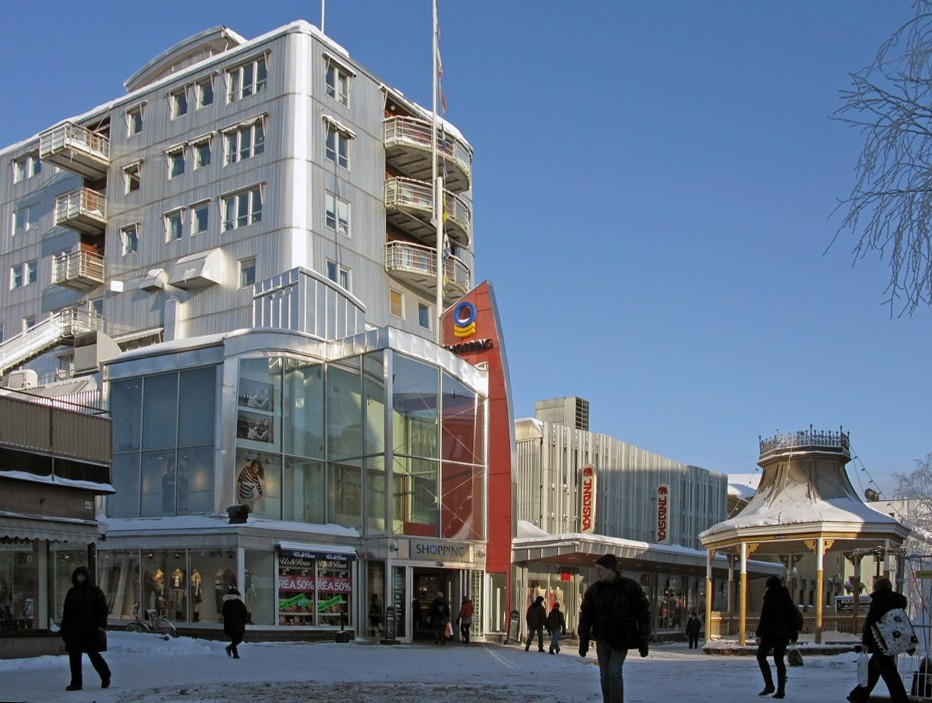
Торговый центр приполярного города Лулео (1954—1956)
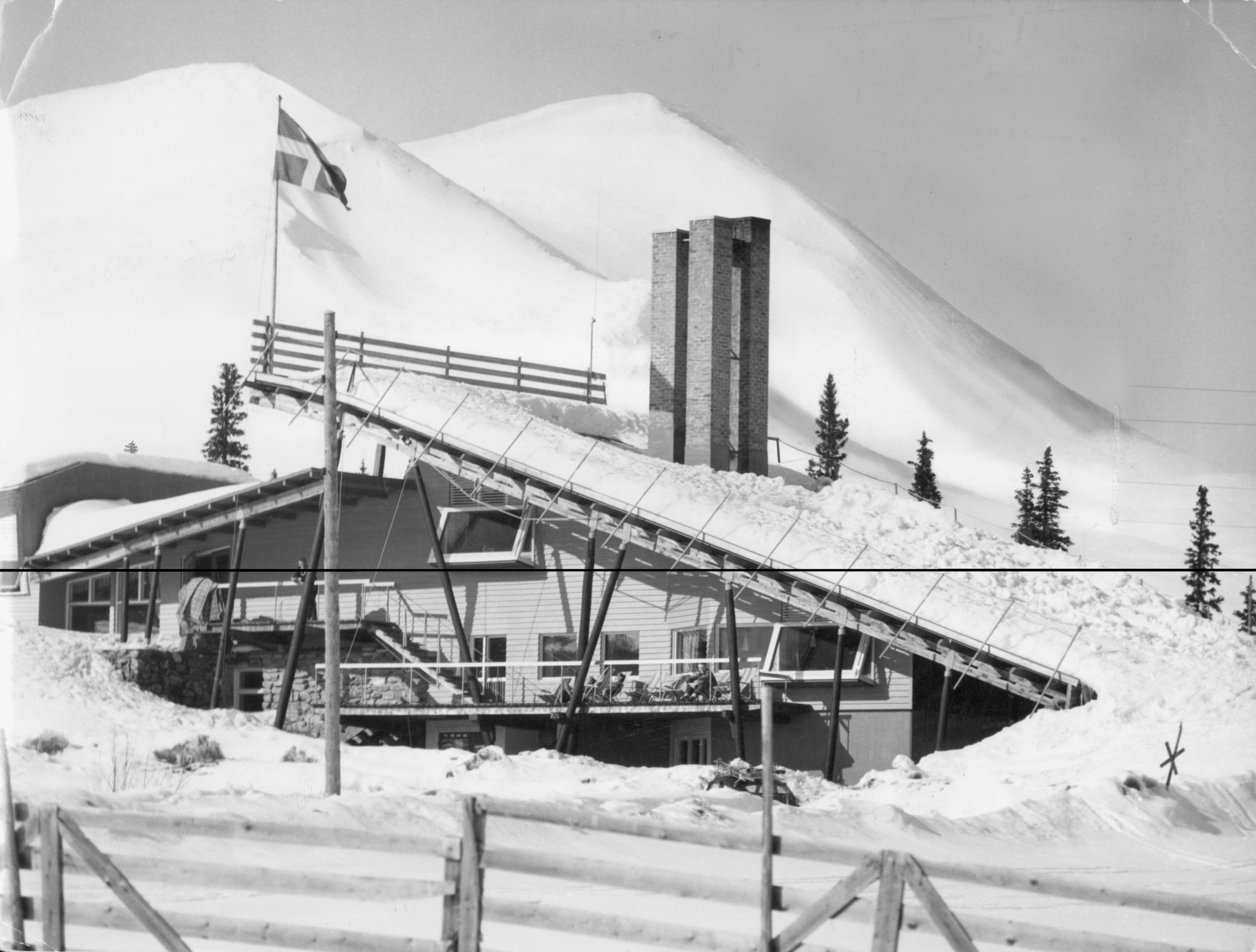
Лыжный отель Боргафьёлл в Южной Лапландии (1948—1950)
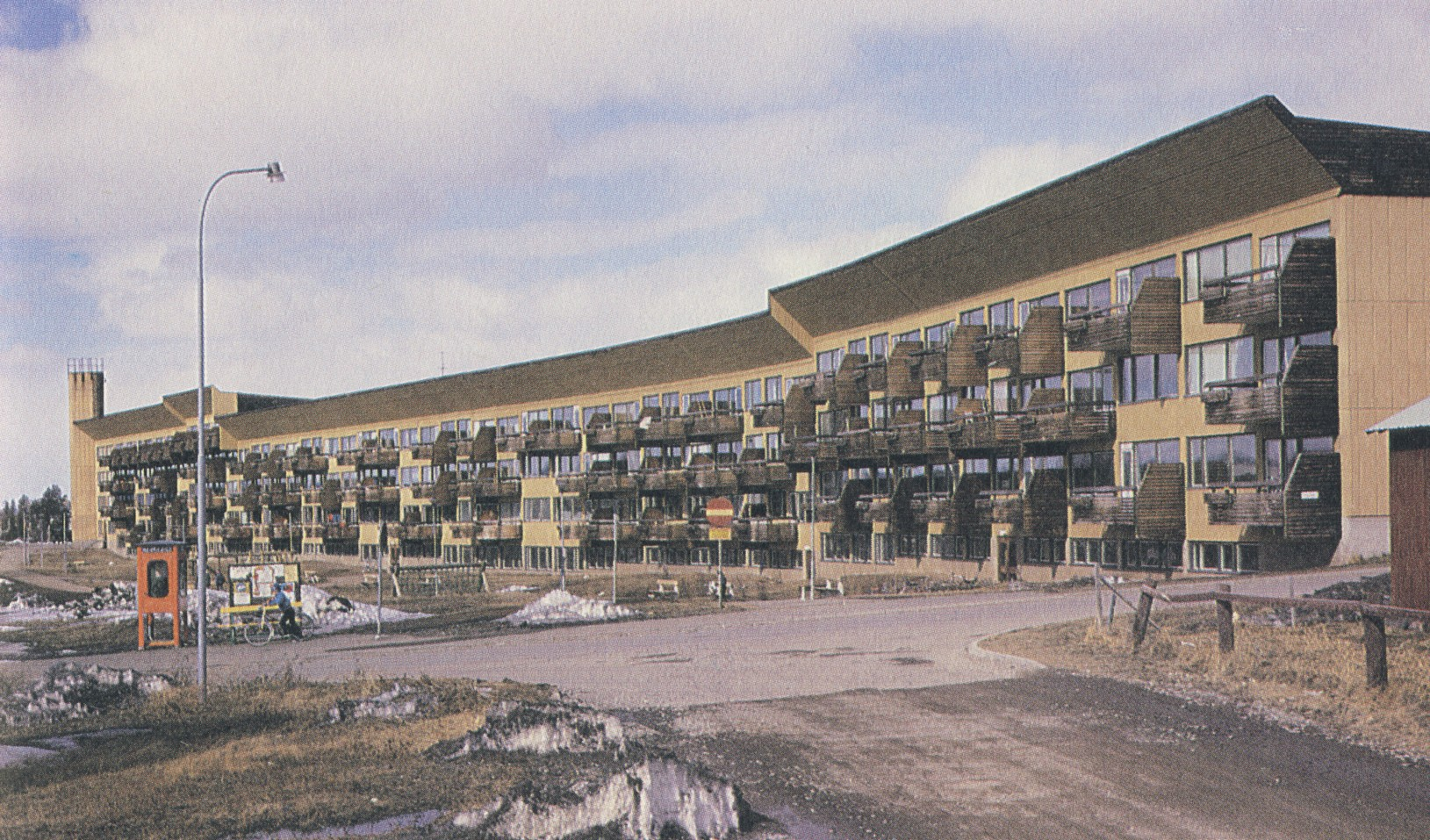
Посёлок при руднике Сваппавара
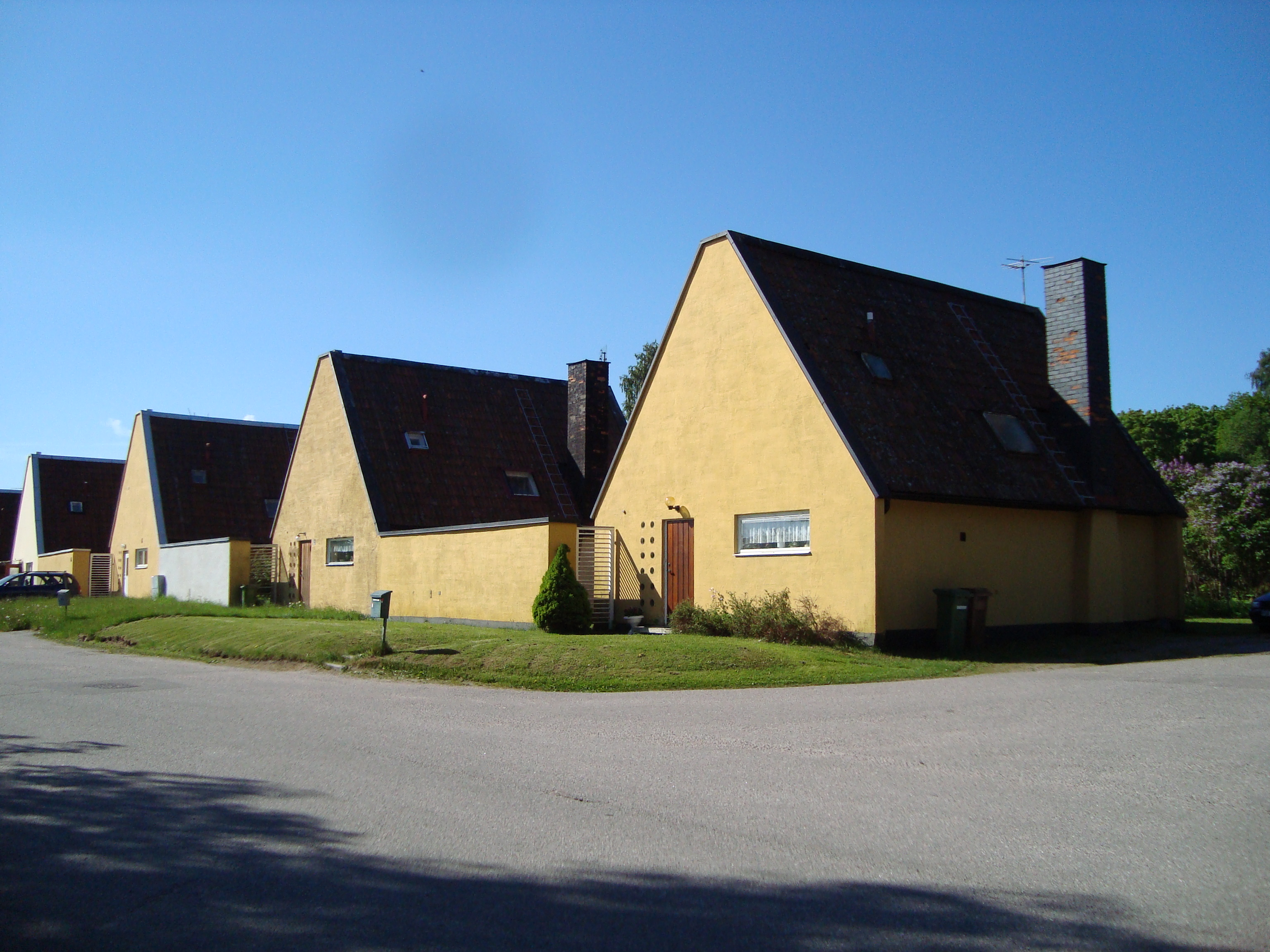
Жилые дома в Хаммарбю

### Япония
Наряду с распространением метаболизма, в архитектуре Японии XX века широко применялось обращение к местным традициям на ассоциативном уровне. В 1920—1930-е годы в стране возник интерес к европейскому функционализму, так как ряд молодых архитекторов учился в немецком Баухаусе и у Ле Карбюзье во Франции (Кунио Маэкава, Дзюндо Сакакура и др.). По этой причине идеи функционализма уже присутствовали в японской архитектуре к середине XX века.
Одним из лидеров модернизма в архитектуре Японии стал Кэндзо Тангэ, разработавший теорию, объединившую национальные традиции с принципами интернациональной архитектуры. Он сформулировал шесть архитектурных правил, отражавших его переоценку ценностей, предложенных пионерами модернизма:
- Простота плана и форм, но с отказом от примитивизма;
- Новый подход к типизации, устраняющий игнорирование эстетических черт, характерное для функционализма. Воплощение в зданиях типических черт, рождённых традицией;
- Акцентирование архитектурными приёмами брутализма современных сооружений, как выражение архитектурных традиций;
- Запрет орнамента (традиционный запрет для японской архитектуры);
- Правдивость — отказ от маскировки материала и конструкции;
- «Фурю» — отказ от бессмысленного декоративизма, заслоняющего совершенство замысла автора.

Характерными примерами японского регионализма стали: мемориальный комплекс в Хиросиме (1956, арх. Тангэ), мэрия в Курасики (1960, арх. Тангэ), спортивный Олимпийский комплекс в Токио (1961—1964, арх. Тангэ), дворец Международных конференций в Киото (1963—1966, арх. Сатио Отани), зал фестивалей в Токио (1958—1961, арх. Кунио Маэкава).

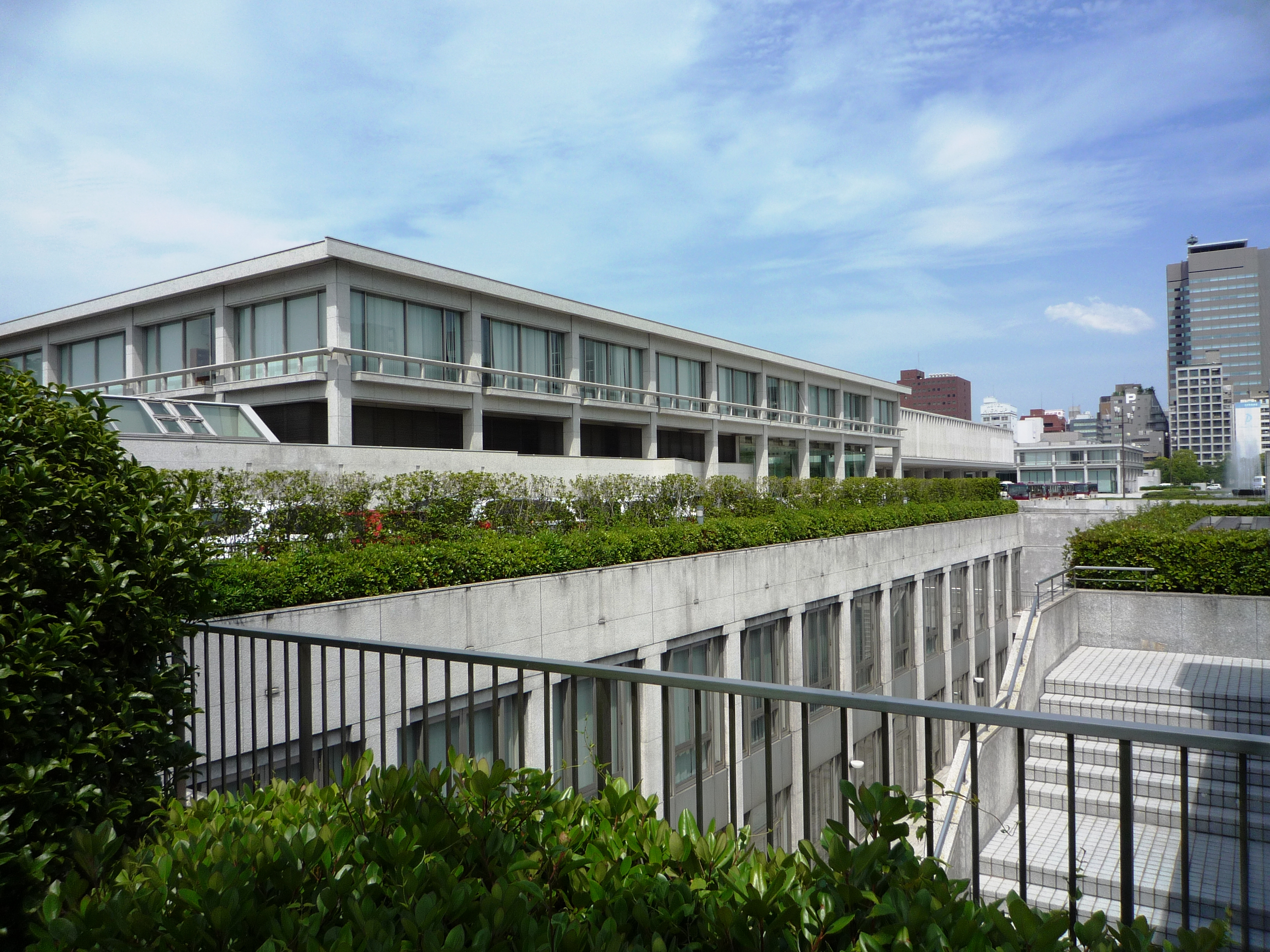
мемориальный комплекс в Хиросиме (1956)
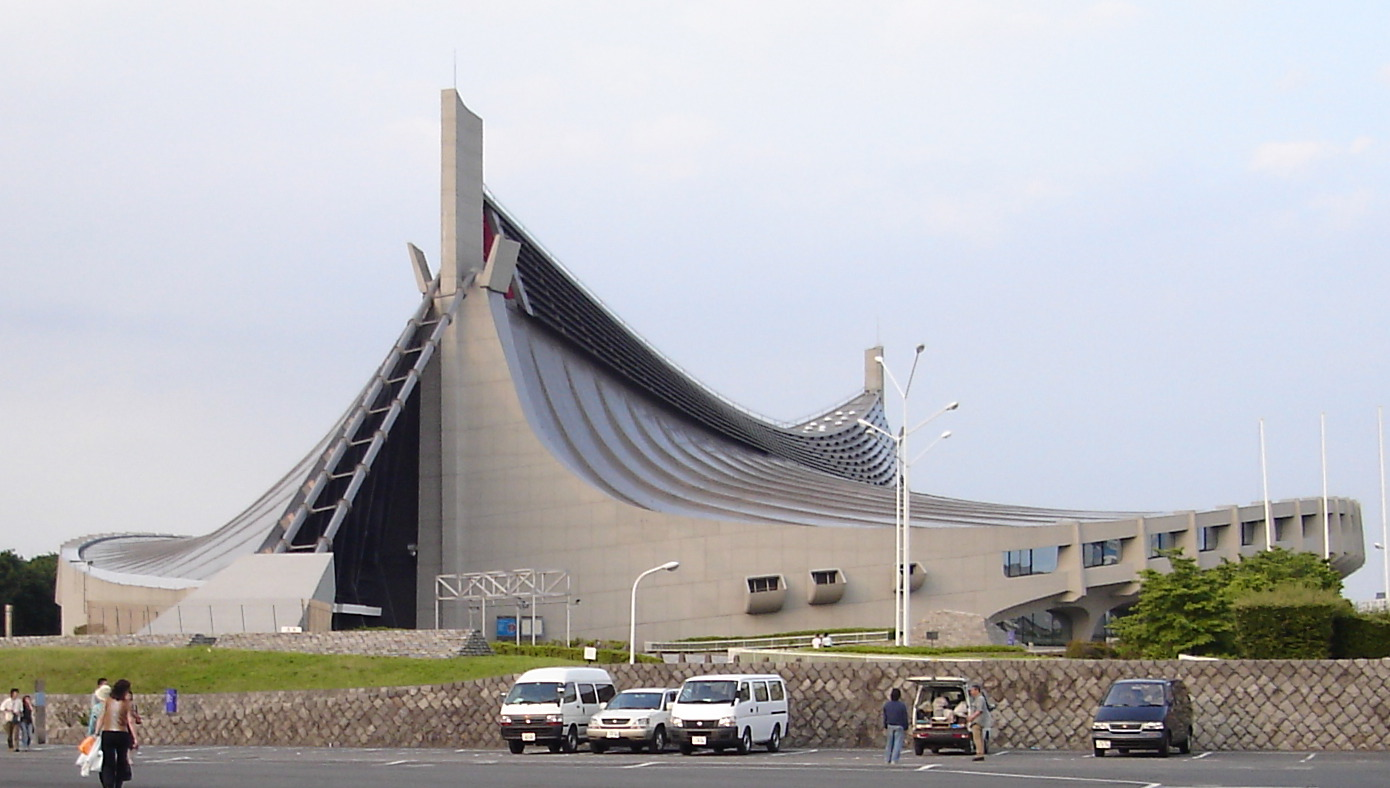
Олимпийский центр в Токио (1964)
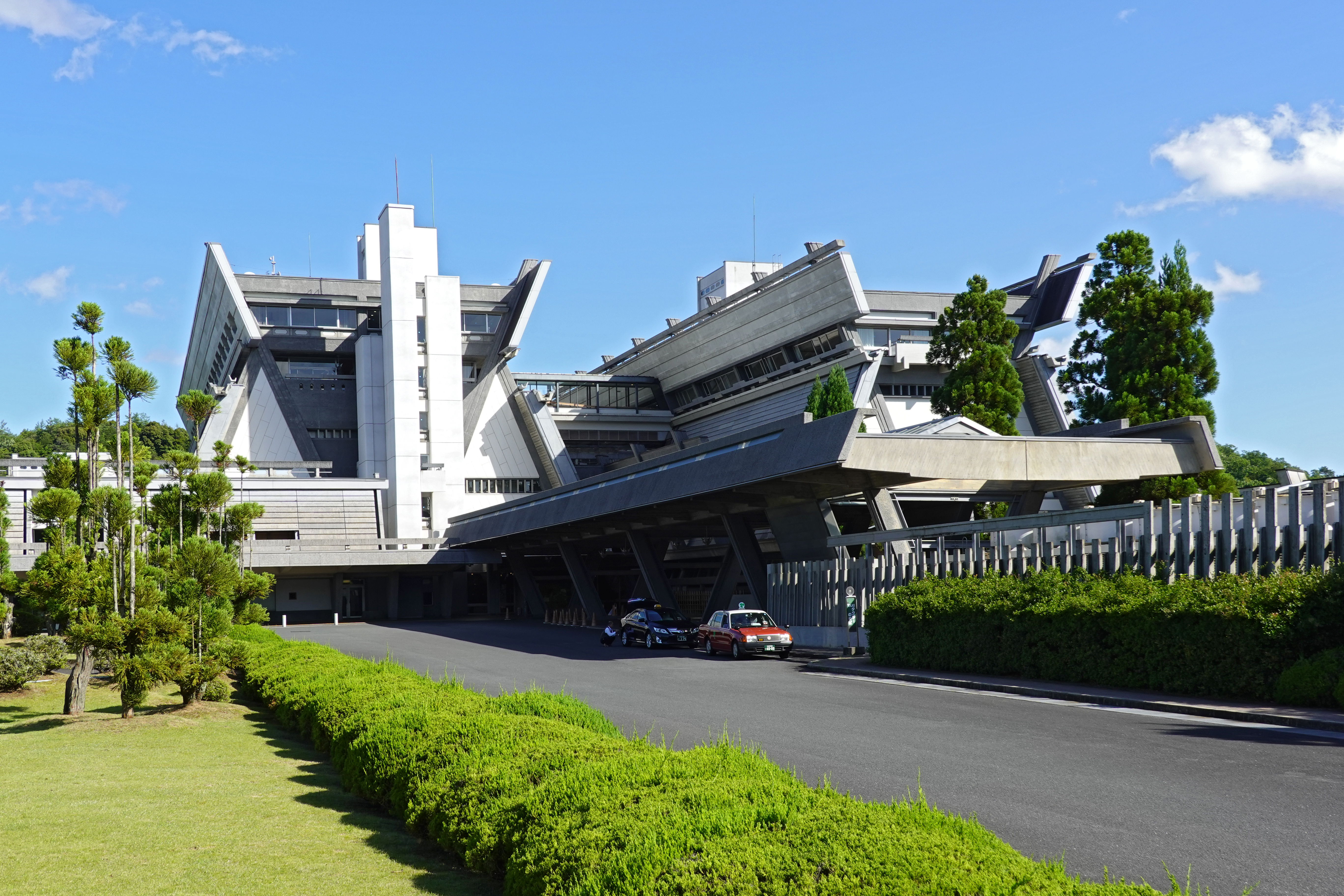
Дворец Международных конференций в Киото (1963—1966)
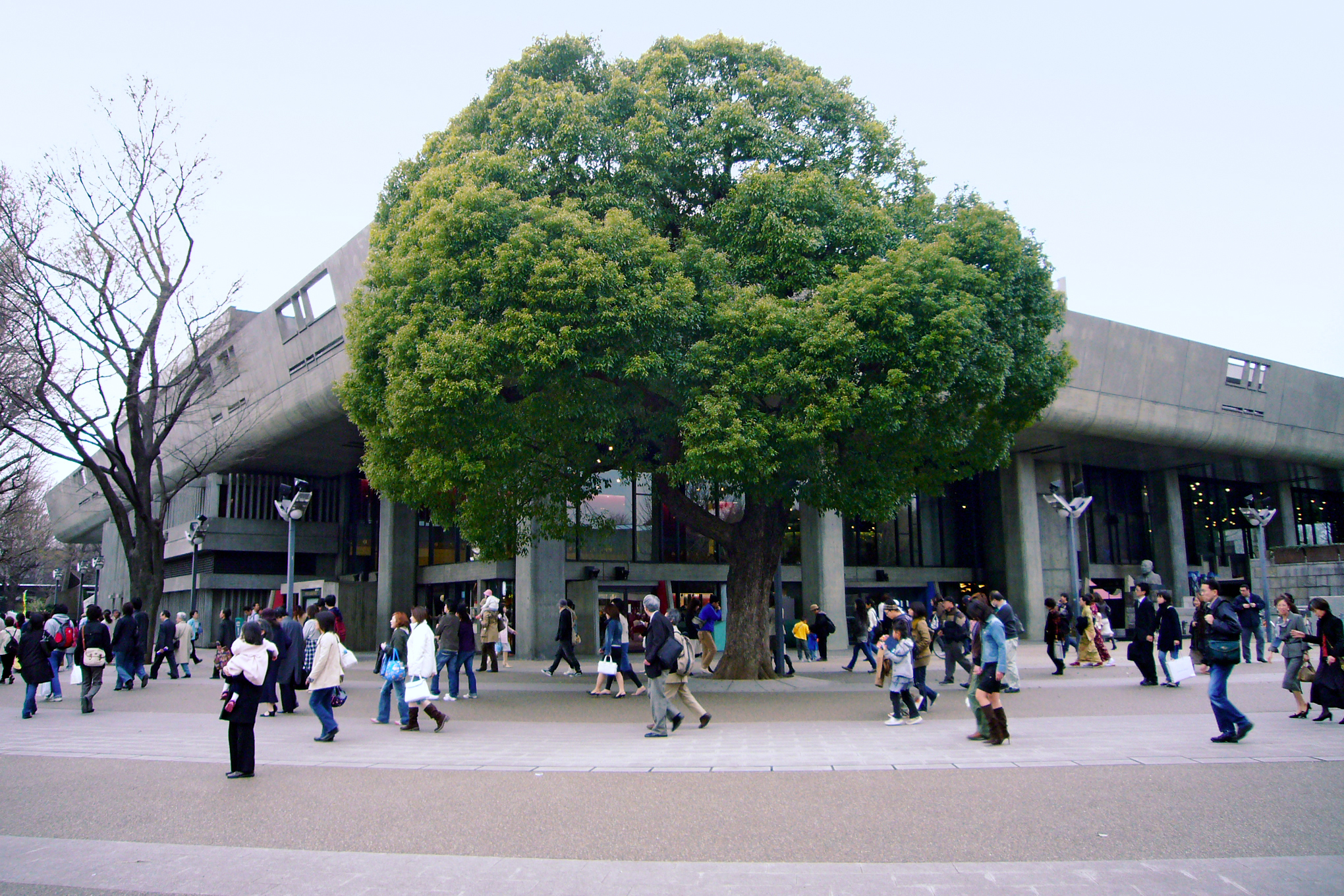
Зал фестивалей в Токио (1958—1961)